# Santa Clara-a-Nova

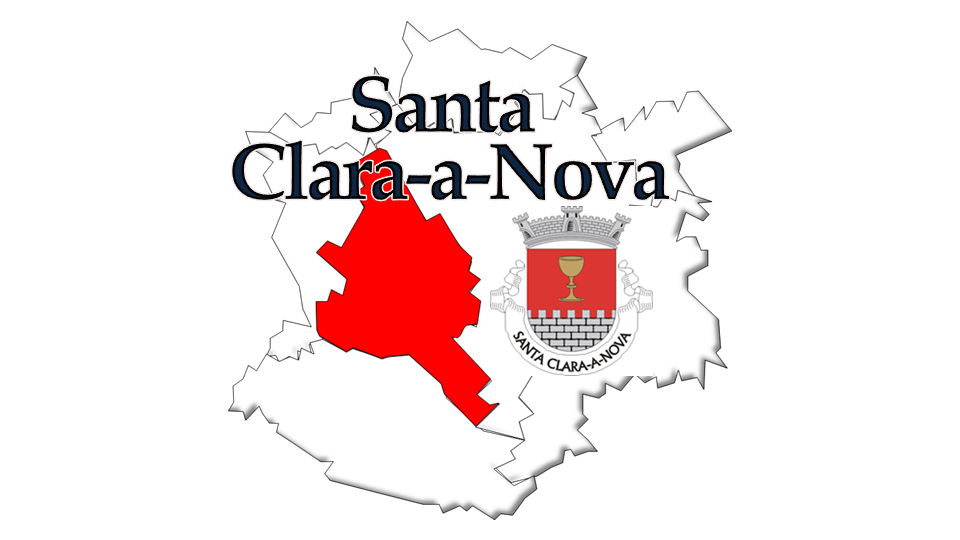
Freguesia de Santa Clara-a-Nova

Santa Clara-a-Nova é uma povoação portuguesa do Município de Almodôvar que foi sede da extinta Freguesia de Santa Clara-a-Nova, freguesia que tinha 108,33 km² de área e 600 habitantes (2011), e, por isso, uma densidade populacional de 5,5 hab/km². Tinha como orago Santa Clara de Assis.
A Freguesia de Santa Clara-a-Nova foi extinta em 2013, no âmbito de uma reforma administrativa nacional, tendo sido agregada à freguesia de Gomes Aires, para formar uma nova freguesia denominada União das Freguesias de Santa Clara-a-Nova e Gomes Aires da qual é sese.

## População
| População da freguesia de Santa Clara-a-Nova (1864 – 2011) | População da freguesia de Santa Clara-a-Nova (1864 – 2011) | População da freguesia de Santa Clara-a-Nova (1864 – 2011) | População da freguesia de Santa Clara-a-Nova (1864 – 2011) | População da freguesia de Santa Clara-a-Nova (1864 – 2011) | População da freguesia de Santa Clara-a-Nova (1864 – 2011) | População da freguesia de Santa Clara-a-Nova (1864 – 2011) | População da freguesia de Santa Clara-a-Nova (1864 – 2011) | População da freguesia de Santa Clara-a-Nova (1864 – 2011) | População da freguesia de Santa Clara-a-Nova (1864 – 2011) | População da freguesia de Santa Clara-a-Nova (1864 – 2011) | População da freguesia de Santa Clara-a-Nova (1864 – 2011) | População da freguesia de Santa Clara-a-Nova (1864 – 2011) | População da freguesia de Santa Clara-a-Nova (1864 – 2011) | População da freguesia de Santa Clara-a-Nova (1864 – 2011) |
| ---------------------------------------------------------- | ---------------------------------------------------------- | ---------------------------------------------------------- | ---------------------------------------------------------- | ---------------------------------------------------------- | ---------------------------------------------------------- | ---------------------------------------------------------- | ---------------------------------------------------------- | ---------------------------------------------------------- | ---------------------------------------------------------- | ---------------------------------------------------------- | ---------------------------------------------------------- | ---------------------------------------------------------- | ---------------------------------------------------------- | ---------------------------------------------------------- |
| 1864                                                       | 1878                                                       | 1890                                                       | 1900                                                       | 1911                                                       | 1920                                                       | 1930                                                       | 1940                                                       | 1950                                                       | 1960                                                       | 1970                                                       | 1981                                                       | 1991                                                       | 2001                                                       | 2011                                                       |
| 1 274                                                      | 1 201                                                      | 1 280                                                      | 1 266                                                      | 1 231                                                      | 1 286                                                      | 1 477                                                      | 1 764                                                      | 2 148                                                      | 1 740                                                      | 1 298                                                      | 1 101                                                      | 949                                                        | 656                                                        | 600                                                        |

### Evolução da população entre 1864 e 2011

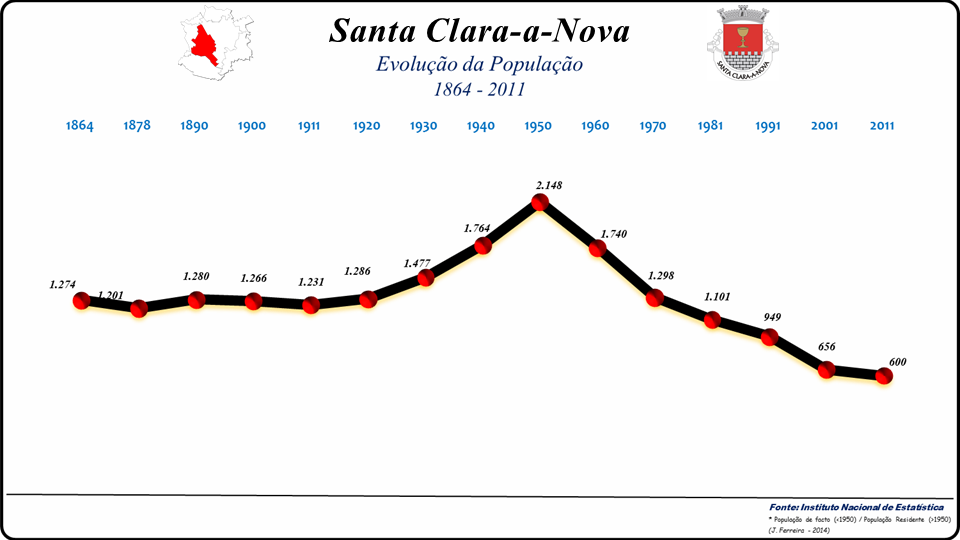
Evolução da População 1864 / 2011

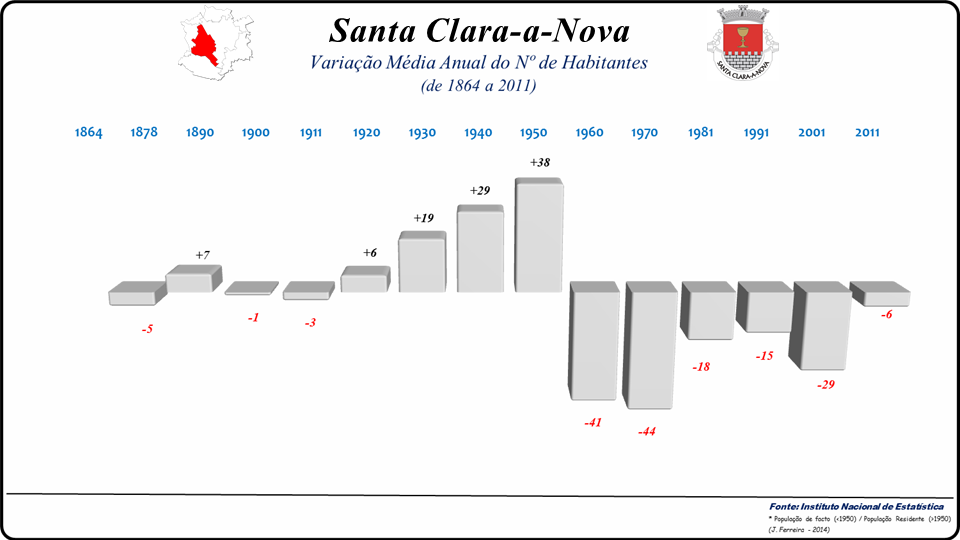
Variação da População 1864 / 2011

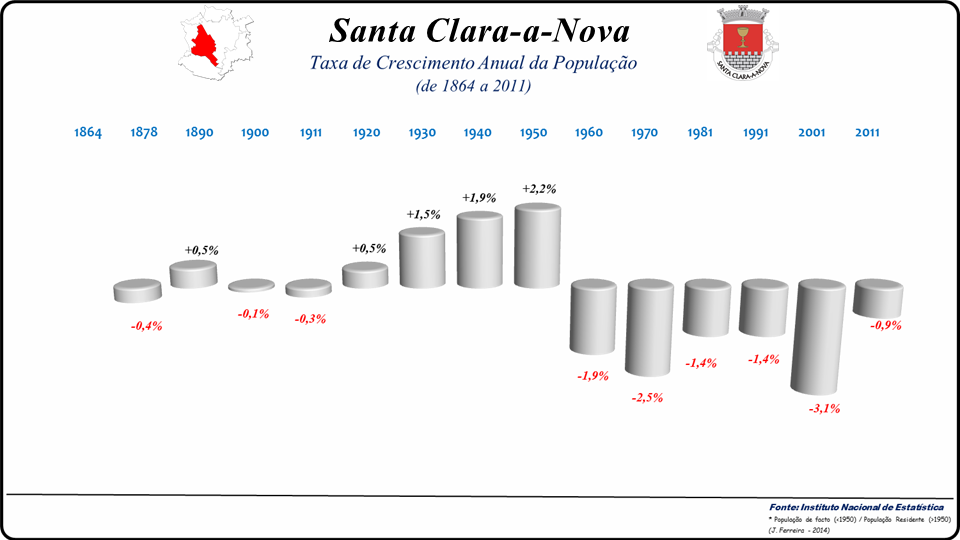
Variação da População 1864 / 2011

; 
;
;

## Património
- Igreja Paroquial de Santa Clara-a-Nova
- Museu arqueológico e etnográfico Manuel Vicente Guerreiro
- Necrópole do Monte Branco
- Povoado das Mesas do Castelinho